# Saab 9-X Air

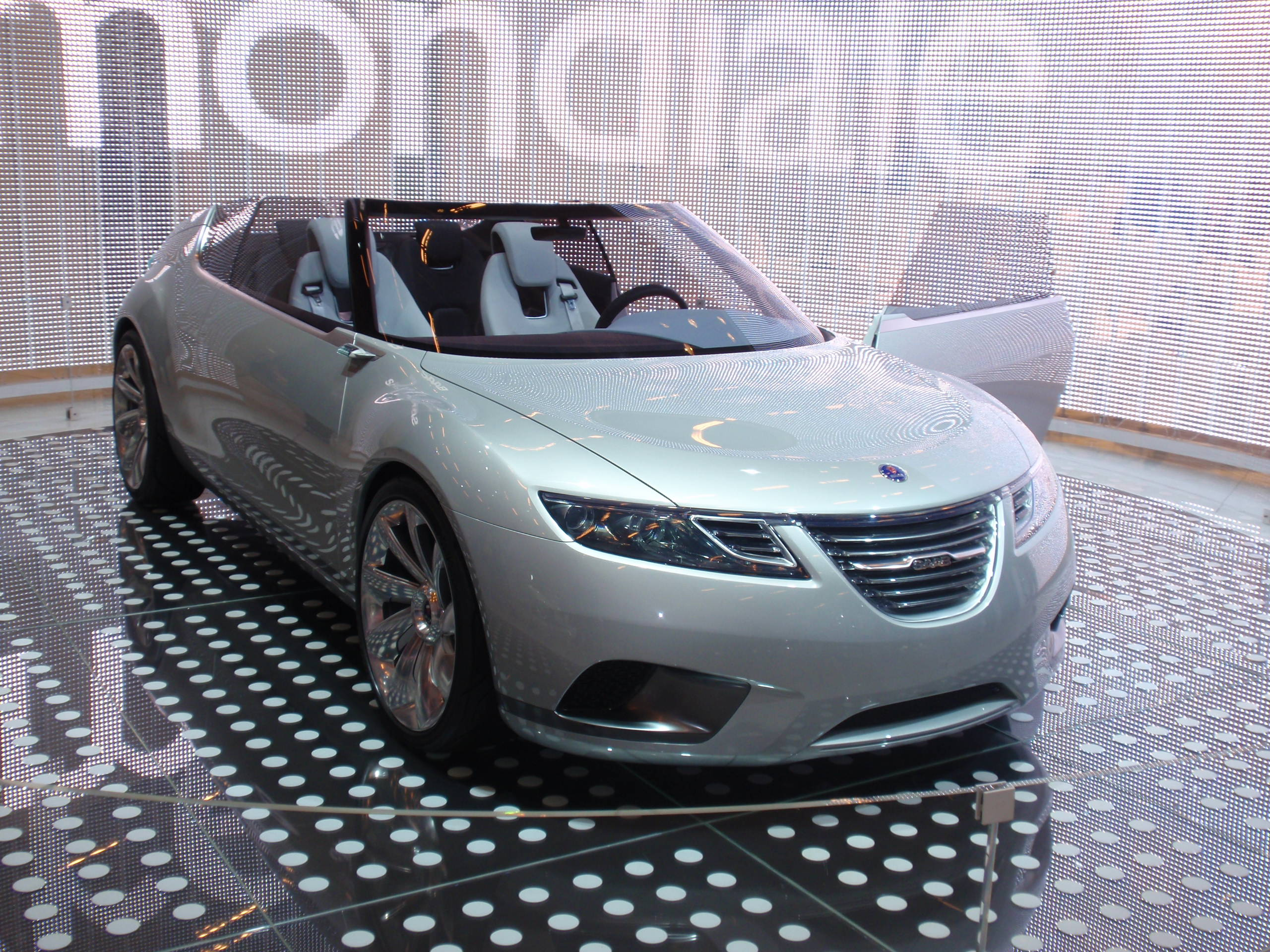
Saab 9-X Air i Paris 2008.

Saab 9-X Air är en konceptbil från Saab som visades på Bilsalongen i Paris i oktober 2008. Bilen är en öppen version av Saab 9-X BioHybrid, som presenterades på Internationella Bilsalongen i Genève ett halvår tidigare.
Drivlinan består av en fyrcylindrig BioPower-motor kombinerad med en elmotor. Elmotorn är kopplad till litiumjon-batterier som laddas vid inbromsning. Förbränningsmotorn går att köra både på bensin och etanol men är optimerad för det senare.

## Tekniska data[3]
| Tekniska data            | 9-X Air                                                                       |
| ------------------------ | ----------------------------------------------------------------------------- |
| Förbränningsmotor:       | Frontmonterad tvärställd fyrcylindrig radmotor med turbo                      |
| Cylindervolym:           | 1398 cm³                                                                      |
| Borrning x slaglängd:    | 73,4 x 82,6 mm                                                                |
| Max effekt (E85):        | 200 hk vid 5000 v/min                                                         |
| Max vridmoment (E85):    | 280 Nm vid 1750 - 5000 v/min                                                  |
| Max effekt (bensin):     | 170 hk vid 5200 v/min                                                         |
| Max vridmoment (bensin): | 230 Nm vid 1500 - 5200 v/min                                                  |
| Ventilstyrning:          | Dubbla överliggande kamaxlar per cylinderrad, 4 ventiler per cylinder         |
| Bränslesystem:           | Direktinsprutning                                                             |
| Hybridsystem:            | Elmotor/generator med litiumjonbatteripaket, energiregenerering vid bromsning |
| Drivning:                | Framhjulsdrift                                                                |
| Växellåda:               | 6-växlad sekventiell manuell, med automatisk koppling                         |
| L x B x H:               | 4427 x 1826 x 1390 mm                                                         |
| Bränsleförbrukning:      | 6,5 l/100 km (E85); 5,0 l/100 km (bensin)                                     |
| Koldioxidutsläpp:        | 107 g/km (E85), 119 g/km (bensin)                                             |